# Ястров, Джозеф
Джозеф Ястров (англ. Joseph Jastrow; 30 января 1863 — 8 января 1944) — американский психолог.

## Биография
Родился 30 января 1863 года в городе Варшаве в семье известного раввина Маркуса Мордехая Ястрова и Беры Вольфсон.
Известны работы Ястрова в области оптических иллюзий (иллюзия Ястрова). Семья Ястровых переехала в Филадельфию в 1866 году. Джозеф Ястров окончил Пенсильванский университет в 1882 году, в 1886 году защитил диссертацию по психологии в Балтиморском университете имени Дж. Хопкинса. Был одним из основателей американской экспериментальной психологии.
В 1886 году основал психологическую лабораторию в Университете штата Висконсин; до 1927 года был профессором этого университета, затем преподавал в Новой школе социальных исследований в Нью-Йорке (1927-1933) и в Колумбийском университете (1910). В 1900 году Д. Ястров был избран президентом Американской психологической ассоциации.

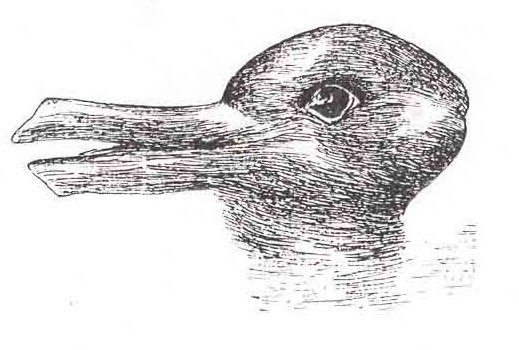
Утка-кролик Ястрова. Двойственная иллюзия.

## Научные труды

### Монографии
- Time Relations of Mental Phenomena (1890)
- Epitomes of Three Sciences (1890)
- with others, Fact and Fable in Psychology (1900)
- The Subconscious (1906)
- The Qualities of Men (1910)
- Character and Temperament (1914)
- The Psychology of Conviction (1918)

## Статьи
- Charles Sanders Peirce and Joseph Jastrow. On Small Differences in Sensation (неопр.) // Memoirs of the National Academy of Sciences. — 1885. — Т. 3. — С. 73—83.